# Franz Dominikus Zimmermann

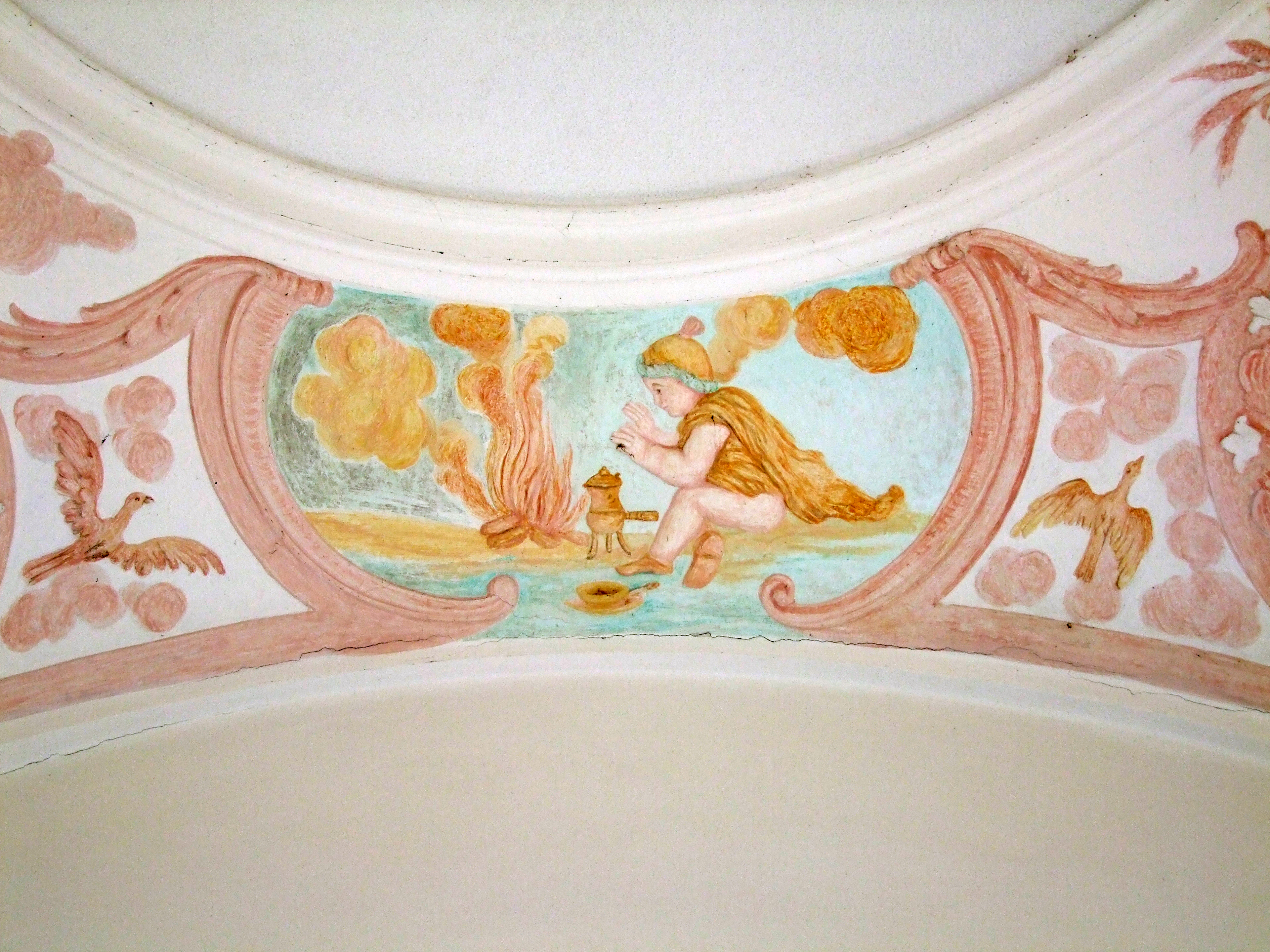
Stuckatur F.D. Zimmermanns im Buxheimer Kartausenkreuzgang (Darstellung: Winter)

Franz Dominikus Zimmermann (* vor 5. August 1714 in Gaispoint bei Wessobrunn oder Füssen; † 2. März 1786 in Wies), auch Franz Xaver Dominikus Zimmermann genannt, war Stuckateur und Bauhandwerker.

## Leben
Franz Zimmermann war ein Sohn des Dominikus Zimmermann und dessen Frau Theresia (geborene Zöpf, † 1752). Bereits 1716 zog die Familie nach in Landsberg am Lech um. Zimmermann stuckierte unter anderem in Steinhausen und 1738 im Kreuzgang der Kartause Buxheim nahe dem oberschwäbischen Memmingen. Hier erbaute er mit seinem Vater auch die Annakapelle. Er heiratete am 9. Februar 1750 die Witwe Maria Lory (geborene Beer, geboren vor 1722, gestorben 1771), die auch als „Wies-Bäuerin“ bezeichnet wurde. Zimmermann soll, einer Tradition seines Vaters folgend, auch beim Bau der Wieskirche als Parlier tätig gewesen sein. 2008 wurden Porträts entdeckt, die ihn und seine Ehefrau zeigen. Durch seine Heirat kam er in den Besitz einer Wirts-, Bäckers-, Metzgers- und Krämerskonzession in der Wies. Sein 1750 errichtetes Wohn- und Geschäftshaus wurde später als Gasthof genutzt.
Geschwister
- Sein älterer Bruder Johann Georg (1710–1753) trat unter dem Namen „Pater Judas Thaddäus“ in das Kloster Schussenried ein.
- Seine ältere Schwester Anna Justina starb im Alter von 20 Jahren.
- Seine jüngere Schwester Maria Franziska (1716–1776) wurde Äbtissin der Reichsabtei Gutenzell.
- Sein jüngerer Bruder Joseph Nikolaus starb kurz bevor er zum Priester geweiht werden sollte.